# Овчаренко Петро Павлович
Овчаренко Петро Павлович; радник Уповноваженого Верховної Ради України з прав людини.
Народився 14 липня 1948 (місто Дніпропетровськ); українець; батько Павло Кирилович (1918—1998) — металург; мати Олександра Іванівна (1917) — пенс.; дружина Людмила Петрівна (1947) — інженер-технолог; дочка Олена (1971) — вчитель. географії; дочка Юля (1971) — лікар-педіатр.

## З життєпису
Освіта: Дніпропетровський державний університет, економічний факультет (1971—1976), економіст; Вища партійна школа при ЦК КПУ (1980—1981).
Народний депутат України 2-го склик. з 07.1994 (1-й тур) до 04.1998, Амур-Нижньодніпровський виб. окр. № 73, Дніпроп. обл., висун. виборцями. Член Комітету з питань соціальної політики та праці.
- 1966—1967 — слюсар-складальник радіоапаратури Дніпропетровського радіозаводу.
- 1967—1969 — служба в армії, Група радіаційних військ в Німеччині.
- 1969—1971 — регулювальник радіоапаратури Дніпропетровського радіозаводу.
- 1971—1976 — тесляр, начальник відділу ШРБУ «Облшляхбуд».
- 1976—1991 — заступник голови райвиконкому Амур-Нижньодніпровської райради народних депутатів міста Дніпропетровська; перший секретар Амур-Нижньодніпровського райкому КПУ міста Дніпропетровська; голова Амур-Нижньодніпровської райради народних депутатів міста Дніпропетровська.
- 01.-08.1991 — завідувач відділу організаційно-партійної роботи Дніпропетровського обкому КПУ.
- Листопад 1991-березень 1996 — начальник управління соціального захисту населення Дніпропетровського облвиконкому Дніпропетровської облдержадміністрації.
- 28 серпня 1996-29 липня 1997 — Міністр соціального захисту населення України.
- Липень 1998-липень 2001 — перший заступник Міністра, липень 2001-серпень 2003 — Державний секретар Міністерства праці та соціальної політики України.
- Серпень 2003-січень 2005 — заступник голови Дніпропетровської облдержадміністрації.

Радник Прем'єр-міністра України на громадських засадах (11.1997-12.1999); член Державної комісії з питань реформування, розвитку Збройних сил України, інших військових формувань, озброєння та військової техніки (з 03.2003).
Державний службовець 1-го рангу (02.1999).
Орден «За заслуги» III ступеня (07.1999). Почесна грамота Кабінету Міністрів України (2000). Заслужений працівник соціальної сфери України (02.2003).
Захоплення: домашнє господарство, історична література, проблеми економіки і політології.

## Джерело
- Овчаренко Петро Павлович